# Euchaetes bicolor
Euchaetes bicolor är en fjärilsart som beskrevs av Rothschild 1935. Euchaetes bicolor ingår i släktet Euchaetes och familjen björnspinnare. Inga underarter finns listade i Catalogue of Life.